# Großentaft
Großentaft ist ein Ortsteil der Marktgemeinde Eiterfeld im osthessischen Landkreis Fulda. Es liegt südöstlich des Hauptortes in der Rhön. 

## Geschichte
Auf dem zur Rasdorfer Gemarkung gehörenden Kleinberg, einem der Vulkankegel-Berge des Hessischen Kegelspiels, nur etwa einen Kilometer südöstlich von Großentaft befinden sich die Reste der vermutlich keltischen kleinen einteiligen eisenzeitliche Ringwallanlage Kleinberg. Eine ähnliche Anlage befindet sich auf dem nur wenige Kilometer westlichen Stallberg.
Die erste bekannte schriftliche Nennung des Ortes unter dem Namen "Taftaha" stammt aus dem Jahr 815, als sich in einer Urkunde der Bischof Wolfger von Würzburg und das Kloster Fulda über Zehntansprüche einigten. Zuvor wurde der Ort „Bertholdstaft“ genannt, wie in einer Urkunde von 781 über die „Mark Sorestorph“.
Im Zuge der Gebietsreform in Hessen fusionierten zum 1. Februar 1971 die Gemeinden Arzell, Betzenrod, Großentaft, Körnbach, Soisdorf und Treischfeld mit Eiterfeld freiwillig zur neuen Großgemeinde Eiterfeld. Für die bis dahin selbständigen Gemeinden von Eiterfeld wurde je ein Ortsbezirk mit Ortsbeirat und Ortsvorsteher nach der Hessischen Gemeindeordnung gebildet.

## Bevölkerung
Einwohnerstruktur 2011
Nach den Erhebungen des Zensus 2011 lebten am Stichtag dem 9. Mai 2011 in Großentaft 975 Einwohner. Darunter waren 15 (1,5 %) Ausländer. Nach dem Lebensalter waren 186 Einwohner unter 18 Jahren, 402 zwischen 18 und 49, 195 zwischen 50 und 64 und 192 Einwohner waren älter. Die Einwohner lebten in 372 Haushalten. Davon waren 84 Singlehaushalte, 78 Paare ohne Kinder und 168 Paare mit Kindern, sowie 30 Alleinerziehende und 12 Wohngemeinschaften. In 75 Haushalten lebten ausschließlich Senioren und in 234 Haushaltungen lebten keine Senioren.
Einwohnerentwicklung
- 1812: 87 Feuerstellen, 668 Seelen[1]

| Großentaft: Einwohnerzahlen von 1812 bis 2015 | Großentaft: Einwohnerzahlen von 1812 bis 2015 | Großentaft: Einwohnerzahlen von 1812 bis 2015 | Großentaft: Einwohnerzahlen von 1812 bis 2015 | Großentaft: Einwohnerzahlen von 1812 bis 2015 |
| --- | --------------------------------------------- | --------------------------------------------- | --------------------------------------------- | --------------------------------------------- |
| Jahr |                                               |                                               |                                               | Einwohner                                     |
| 1812 | 1812                                          |                                               | 668                                           | 668                                           |
| 1834 | 1834                                          |                                               | 756                                           | 756                                           |
| 1840 | 1840                                          |                                               | 794                                           | 794                                           |
| 1846 | 1846                                          |                                               | 769                                           | 769                                           |
| 1852 | 1852                                          |                                               | 810                                           | 810                                           |
| 1858 | 1858                                          |                                               | 860                                           | 860                                           |
| 1864 | 1864                                          |                                               | 847                                           | 847                                           |
| 1871 | 1871                                          |                                               | 821                                           | 821                                           |
| 1875 | 1875                                          |                                               | 751                                           | 751                                           |
| 1885 | 1885                                          |                                               | 781                                           | 781                                           |
| 1895 | 1895                                          |                                               | 786                                           | 786                                           |
| 1905 | 1905                                          |                                               | 777                                           | 777                                           |
| 1910 | 1910                                          |                                               | 772                                           | 772                                           |
| 1925 | 1925                                          |                                               | 775                                           | 775                                           |
| 1939 | 1939                                          |                                               | 789                                           | 789                                           |
| 1946 | 1946                                          |                                               | 1.067                                         | 1.067                                         |
| 1950 | 1950                                          |                                               | 1.105                                         | 1.105                                         |
| 1956 | 1956                                          |                                               | 1.007                                         | 1.007                                         |
| 1961 | 1961                                          |                                               | 975                                           | 975                                           |
| 1967 | 1967                                          |                                               | 995                                           | 995                                           |
| 1970 | 1970                                          |                                               | 950                                           | 950                                           |
| 1980 | 1980                                          |                                               | ?                                             | ?                                             |
| 1990 | 1990                                          |                                               | ?                                             | ?                                             |
| 2000 | 2000                                          |                                               | 1.071                                         | 1.071                                         |
| 2005 | 2005                                          |                                               | 1.010                                         | 1.010                                         |
| 2010 | 2010                                          |                                               | 981                                           | 981                                           |
| 2011 | 2011                                          |                                               | 975                                           | 975                                           |
| 2015 | 2015                                          |                                               | 943                                           | 943                                           |
| Datenquelle: Historisches Gemeindeverzeichnis für Hessen: Die Bevölkerung der Gemeinden 1834 bis 1967. Wiesbaden: Hessisches Statistisches Landesamt, 1968. Weitere Quellen: LAGIS; Gemeinde Eiterfeld; Zensus 2011 |                                               |                                               |                                               |                                               |

Historische Religionszugehörigkeit
| • 1885: | 15 evangelische (= 1,92 %), 766 katholische (= 98,08 %) Einwohner |
| • 1961: | 80 evangelische (= 8,21 %), 890 katholische (= 91,28 %) Einwohner |

## Wirtschaft und Infrastruktur
Im Ort treffen sich die Landesstraßen 3170 und 3173. Großentaft liegt an der ehemaligen Bahnstrecke Hünfeld–Wenigentaft-Mansbach, dem heutigen Kegelspiel-Radweg.
Im Ort gibt es die Grundschule Großentaft, eine Gemeindebücherei und ein Dorfgemeinschaftshaus. Die katholische Kirche und der Kindergarten sind St. Joseph geweiht. Außerdem gibt es einen Bäcker und ein ehemaliges Schwesternhaus, das von der Kolpingfamilie Großentaft genutzt wird.
Vereine in Großentaft sind zum Beispiel: Trachtenkapelle Großentaft, Kolpingfamilie Großentaft mit dazugehörigem Fastnachtsclub, Gemischter Chor Großentaft, der SV Blau-Weiß Großentaft, die Theatergruppe Großentaft und die Kirmesgesellschaft Großentaft.

## Persönlichkeiten
Söhne und Töchter der Gemeinde

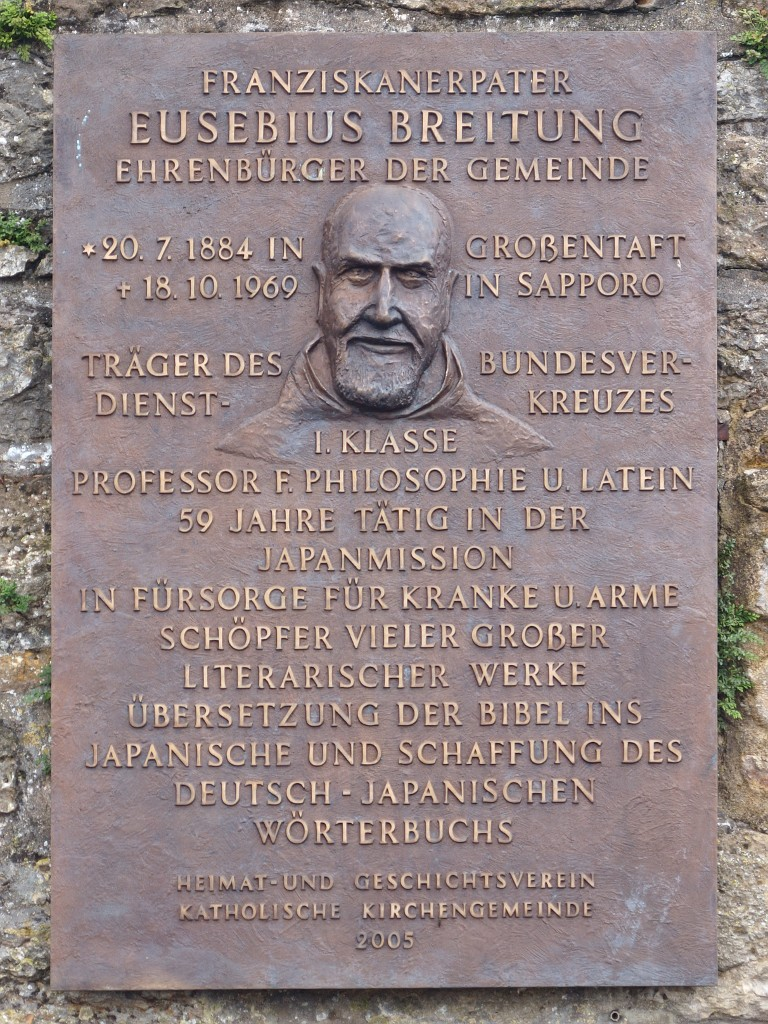
Gedenktafel für Eusebius Breitung am Aufgang zur Pfarrkirche St. Joseph

- Eusebius Breitung (Hermann Josef Breitung), * 20. Juli 1884 Großentaft; † 18. Oktober 1969 Sapporo (Japan), katholisch, Geistlicher, Missionar, Seelsorger, Professor, Linguist[9]